# Tarzan and the Slave Girl
Tarzan and the Slave Girl é um filme norte-americano de 1950, do gênero aventura, dirigido por Lee Sholem e estrelado por Lex Barker e Vanessa Brown.

## A produção
Após Tarzan's Magic Fountain, Brenda Joyce deixou a série, depois de encarnar Jane cinco vezes. O motivo é simples: ela desejava passar mais tempo com os filhos. Para seu lugar em Tarzan e a Escrava, o filme seguinte, o produtor Sol Lesser experimentou Vanessa Brown, uma atriz poliglota, de origem judia. Vanessa, porém, não retornaria nas aventuras seguintes do rei das selva]. Acontece que Lesser queria encontrar uma nova Maureen O'Sullivan ou mesmo Brenda Joyce, as duas únicas intérpretes identificadas com o papel. Essa busca revelou-se infrutífera e, por isso, cada película do herói estrelada por Lex Barker teve uma Jane diferente.
Para apimentar a ação, os roteiristas incluíram também uma enfermeira sensual, vivida por Denise Darcel, que se apaixonava pelo Homem Macaco. Em várias cenas ela aparecia de sarongue e inúmeras revistas femininas reproduziram fotos dela agarrada a uma perna de Tarzan.
O filme estreou em 15 de março de 1950.

## Sinopse
Os membros da tribo perdida dos Lionians, adoradores de leões, diminuem a olhos vistos, vítimas de um mal misterioso. O príncipe da aldeia e seu cruel conselheiro Sengo capturam Jane e a enfermeira Lola, para fins de procriação. Cabe a Tarzan resgatá-las.

## Recepção crítica
Para a Variety, o filme estava à altura dos padrões da série. A Photoplay chamou-o de "tremendamente fantástico!", mas a Film Review foi na direção contrária: "Ridículo... com algumas risadas não intencionais".
Já os autores do livro The RKO Story louvam a direção segura de Lee Sholem, mas deploram a sequência em que o chimpanzé Chita envolve com uma garrafa de bebida alcoólica. Essa mesma sequência foi criticada também pelo site AllMovie.

## Elenco
| Ator/Atriz     | Personagem            |
| -------------- | --------------------- |
| Lex Barker     | Tarzan                |
| Vanessa Brown  | Jane                  |
| Robert Alda    | Neil                  |
| Hurd Hatfield  | Príncipe dos Lionians |
| Arthur Shields | Doutor Campbell       |
| Anthony Caruso | Sengo                 |
| Denise Darcel  | Lola                  |
| Robert Warwick | Sacerdote             |